# Karlskoga busstation

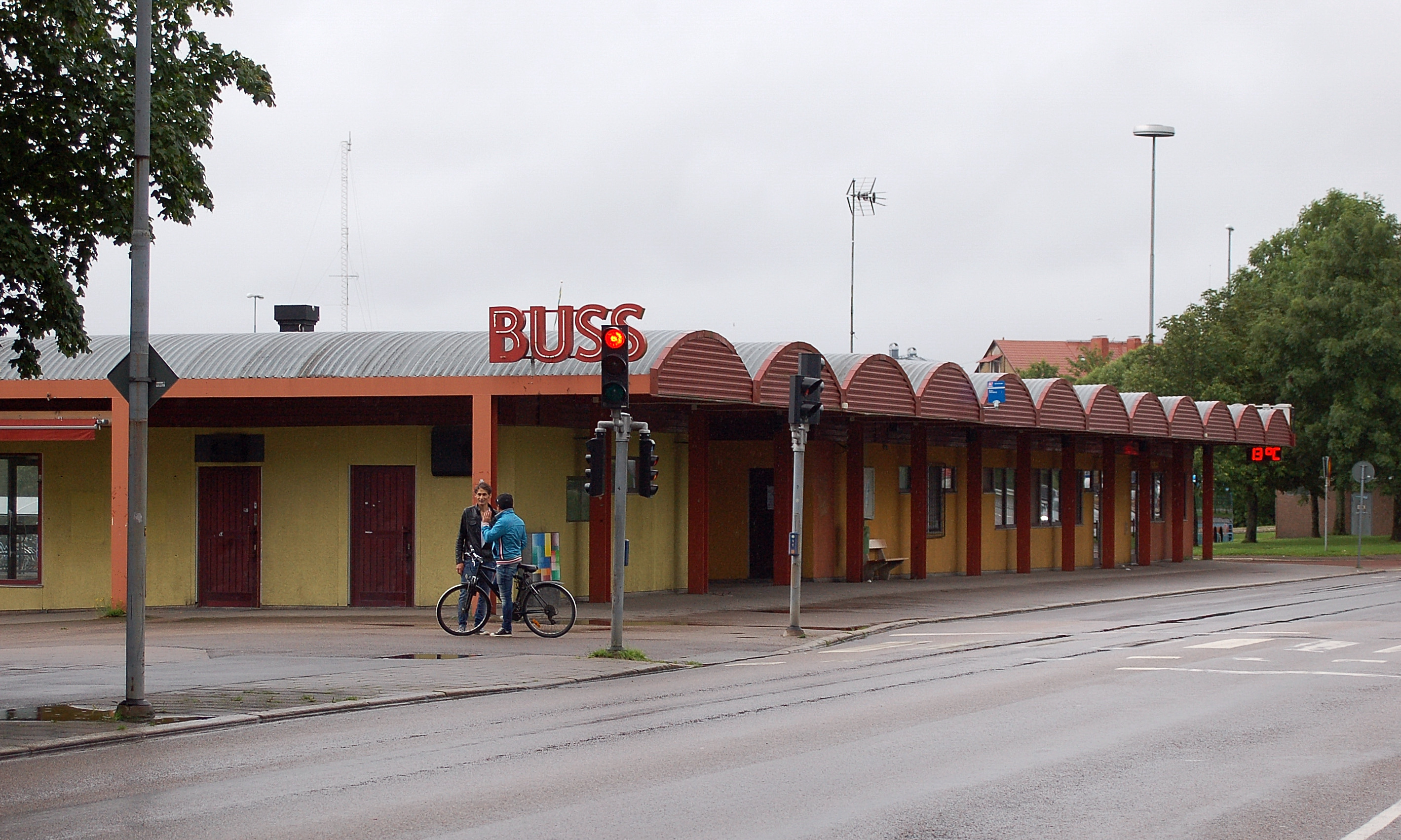
Karlskoga busstation innan ombyggnationen.

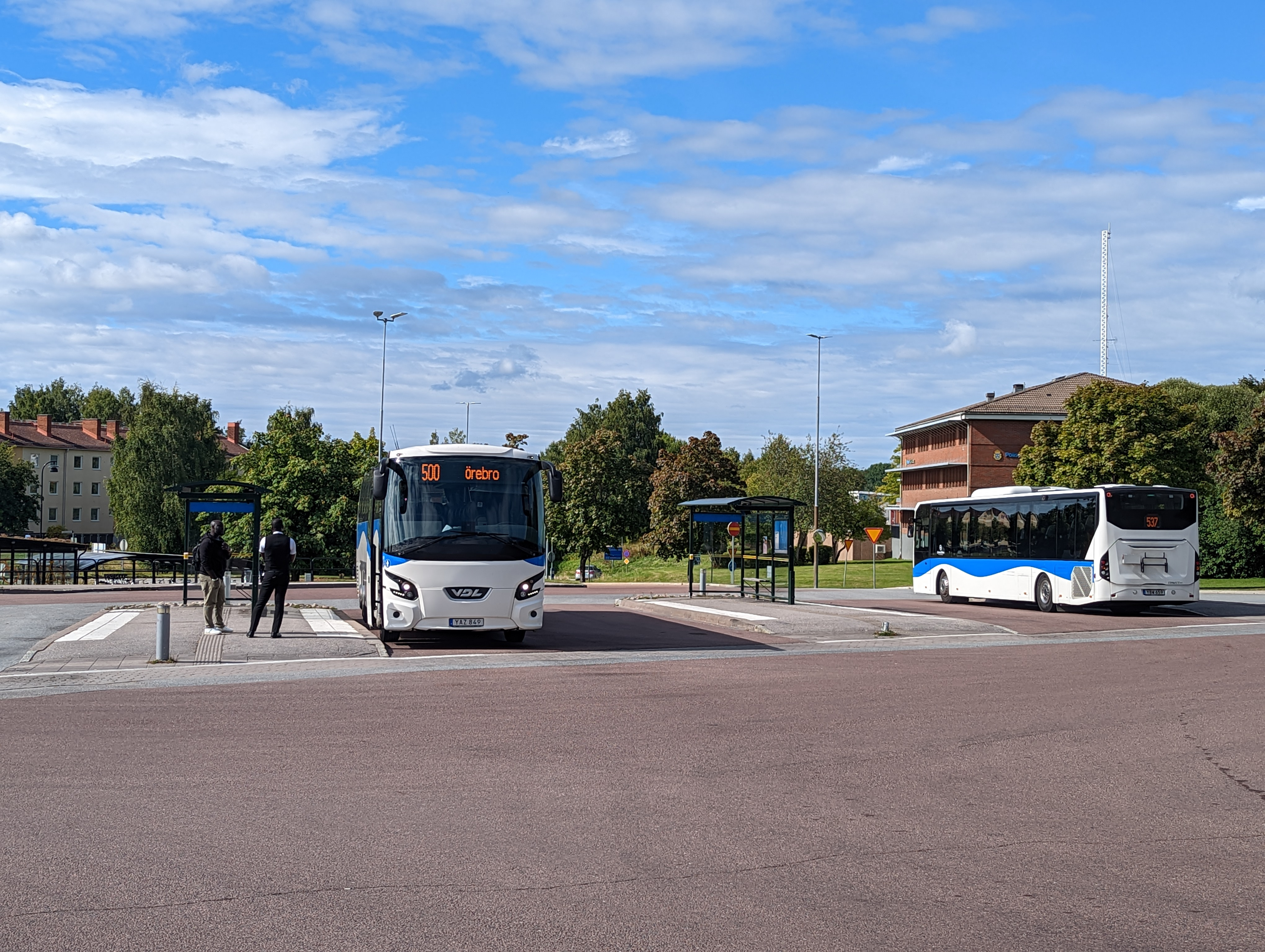
Två bussar från Länstrafiken Örebro vid Karlskoga busstation, 2022.

Karlskoga busstation är en knutpunkt för Länstrafiken Örebro och Värmlandstrafik och ligger mellan Centrumleden och Värmlandsvägen vid Örntorget, i centrala Karlskoga.
Eftersom Karlskoga saknar persontrafik på järnväg utgör busstationen en central nod i kollektivtrafiken. Detta faktum placerar även Karlskoga bland Sveriges största kommuner som inte har persontrafik på järnväg.
Tidigare fanns även Karlskoga järnvägsstation här, men den revs år 1973. Vid busstationen finns byggnaden Posthuset och ett taxikontor. Stationen genomgick ombyggnad från 2022 till 2023 och stod klar våren 2023 med plats för verksamheter samt vänthall.